# Château de Filain
Le château de Filain et son jardin à la française se situent à Filain (Haute-Saône) en région Bourgogne-Franche-Comté à 13 km au sud de Vesoul. Le château est de style Renaissance, construit en conservant des éléments de la maison forte du XVe siècle et remanié au XVIIIe et au XIXe siècle.

## Historique
Il a été bâti par la famille de Sacquenay vers 1550, puis habité par la famille de Cointet[réf. nécessaire], puis par la famille Camus marquis de Filain.
En 1808, le général baron Jacob François Marola acquiert le château et le garde durant quarante ans (il sauve Besançon des Autrichiens lors de la campagne de France). La famille Brulin-Demandre lui succède.
Le château a été remanié aux XVIIe et XIXe siècles.
L'arrêté du 14 avril 1927 qui l'inscrivait à l'inventaire supplémentaire des monuments historiques ayant été annulé, le château est finalement classé par arrêté du 20 avril 1944.
En 1980, la famille Montornès reprend le domaine et entame la restauration du château et de ses jardins. Ces derniers prennent place dans un parc aménagé à la française, et comprennent notamment une haie de buis et une roseraie avec une variété de roses baptisée du nom du château.

## Description

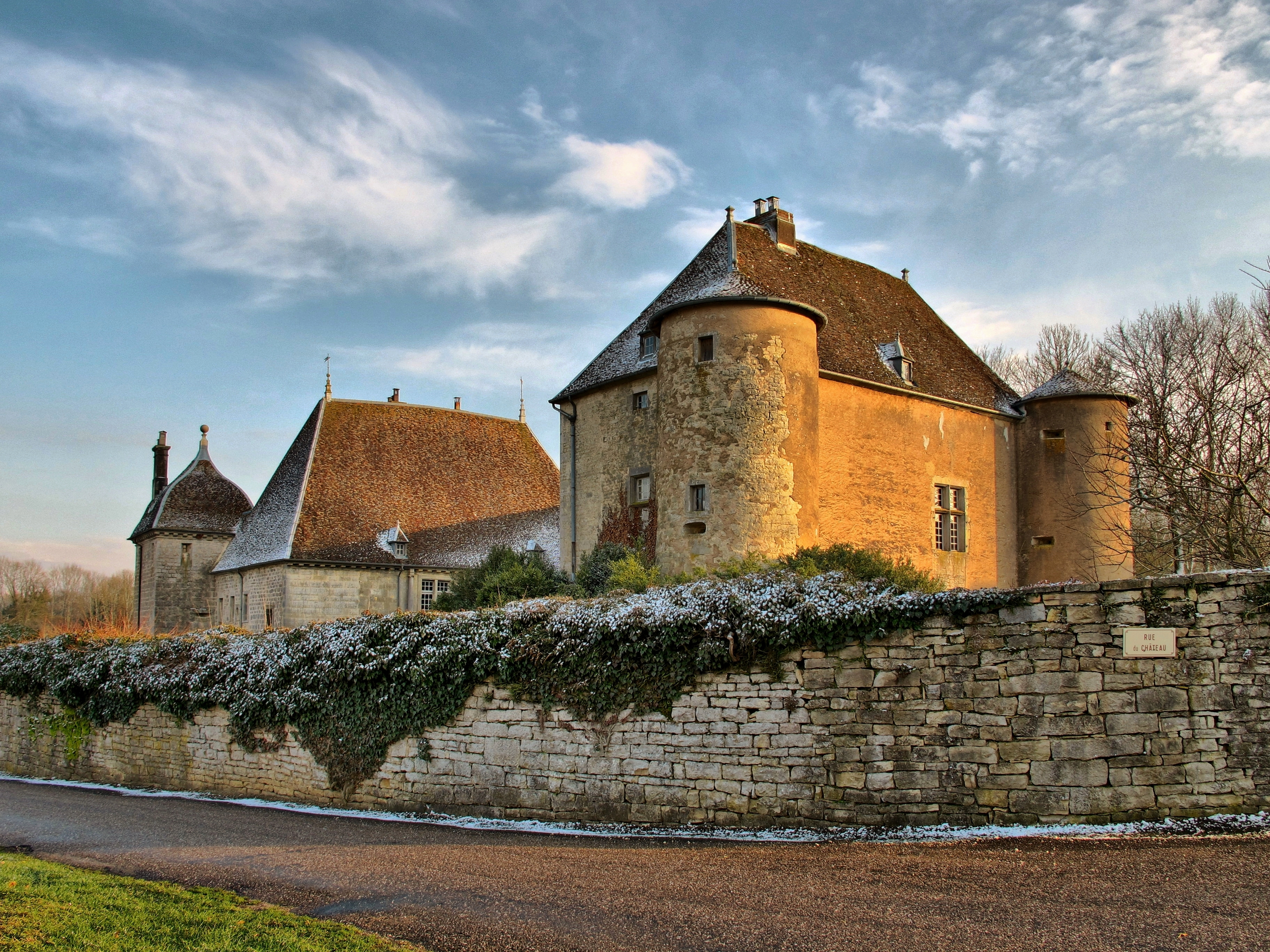
Vue nord-ouest du château avec les deux tours rondes.

Anciennement château forteresse datant du XVe siècle avec quatre tours rondes, murs d’enceinte et douves sèches. Le château reçoit deux tours carrées au XVIe siècle et le mur qui fermait l’accès à la cour intérieure est alors supprimé. La salle de garde possède une cheminée Renaissance. 

## Sources
1. ↑  Notice no PA00102162, sur la plateforme ouverte du patrimoine, base Mérimée, ministère français de la Culture